# Піві північний
Пі́ві північний (Contopus cooperi) — вид горобцеподібних птахів родини тиранових (Tyrannidae). Гніздиться в Північній Америці, зимує в Центральній і Південній Америці. Вид названий на честь американського натураліста Вільяма Купера.

## Опис

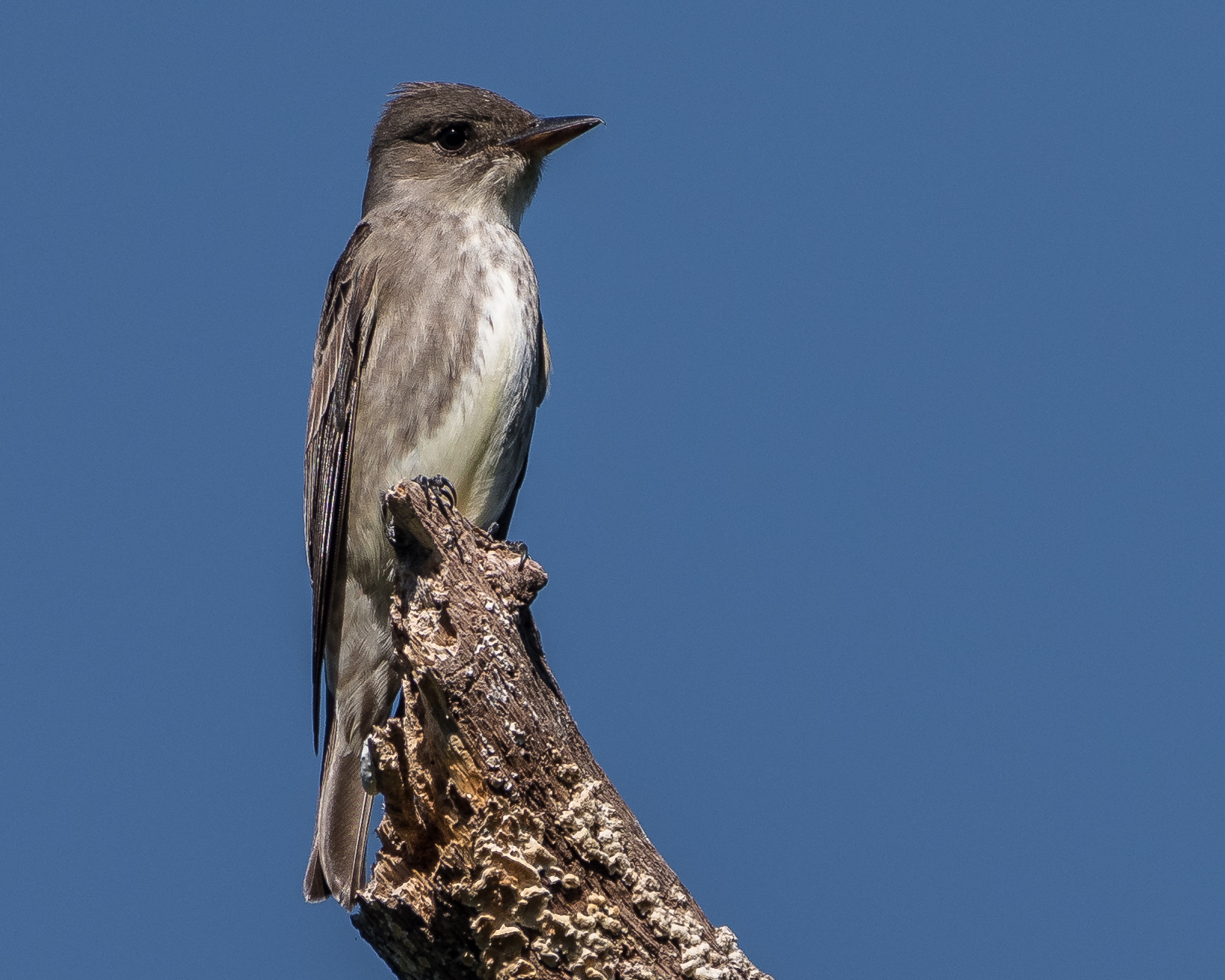
Північний піві

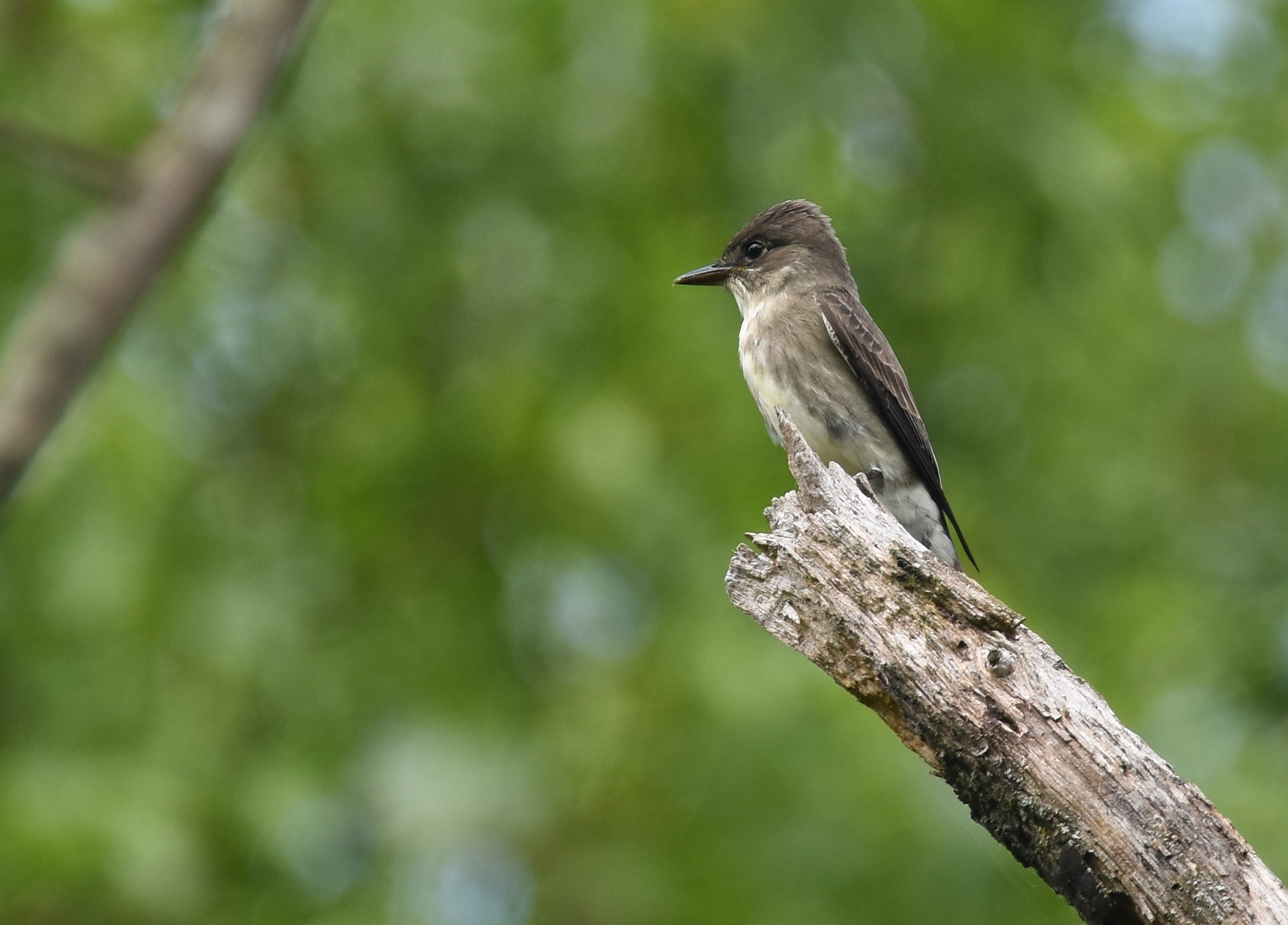
Північний піві

Довжина птаха становить 18-20 см, розмах крил 31,5-34,5 см, вага 28–40,4 г. Верхня частина тіла переважно темно-сіро-коричнева з легким оливковим відтінком, на крилах нечіткі світлі смуги, другорядні махові пера мають білі края. Боки сірі, контрастують з білим горлом і білими центральними частинами грудей і живота. Пера на голові утворюють невеликий чуб. Дзьоб зверху чорнуватий, знизу світло-роговий, на кінці темний. У молодих птахів верхня частина тіла більш коричнева, пера на крилах мають охристі края. Виду не притаманний статевий диморфізм. Спів — швидка серія з трьох високих звуків.

## Поширення і екологія
Північні піві гніздяться на заході Північної Америки, від Аляски до Каліфорнії і Нью-Мексико, на більшій території Канади (за винятком більшої частини Північно-Західних териоторій і Нунавуту) та на півінічному сході США, в регіоні Аппалачів. Взимку вони мігрують на південь, де зимують в горах Центральної Америки та на півночі Південної Америки. Міграція окремих особин починається вже у кінці липня, досягає піку в серпні-вересні і завершується найпізніше до середини жовтня. Перші птахи починають повертатися на північ наприкінці березня, основна кількість відлітає в кінці квітня-на початку травня, останні північні піві прилітають до місць гніздування на початку червня.
Північні піві живуть в тайзі, хвойних і широколистяних лісах, на узліссях і галявинах, в рідколіссях, поблизу річок і озер, на болотах, зимують у вологих рівнинних і гірських тропічних лісах. Зустрічаються на висоті до 3400 м над рівнем моря.

## Поведінка
Північні піві живляться переважно комахами, яких ловлять в польоті, а також іноді доповнюють раціон плодами. Гнізда мають чашоподібну форму, робляться з гілочок, розміщуються на деревах, переважно на хвойних, на висоті від 1,5 до 34 м над землею. В кладці 3-4 кремово-білих яйця розміром 22×16 мм, поцяткованих коричневими плямками. Інкубаційний період триває приблизно 2 тижні, пташенята покидають гніздо через 15-19 днів після вилуплення. Батьки продовжують піклуватися про них ще 10-15 днів.

## Збереження
МСОП класифікує стан збереження цього виду як близький до загрозливого. За оцінками дослідників, популяція північних піві становить приблизно 1,9 мільйони птахів. Вона скорочується на 3% в рік, і за останні 50 років скоротилася на 79%. Північним піві загрожує знищення природного середовища. Вони охороняються законами Канади.